# Dorota Seydenmann

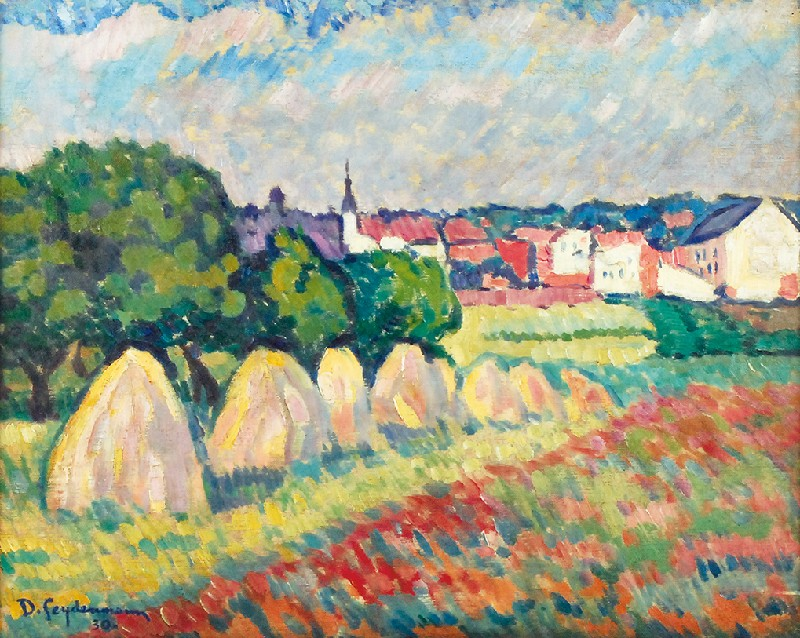
Lato 1930

Dorota Seydenmanowa, z domu Berlinerblau (ur. 1 sierpnia 1898, 1899 lub 1900 w Warszawie, zm. 1943 w Nowym Sączu) – polska malarka żydowskiego pochodzenia.

## Życiorys
Urodzona w zasymilowanej rodzinie inteligenckiej Józefa i Heleny; dwaj jej bracia Adolf i Tadeusz byli architektami, siostra – Aniela Steinsbergowa – adwokatem, obrończynią więźniów politycznych przed i po II wojnie światowej, członkinią założycielką Komitetu Obrony Robotników. Od 1930 r. była żoną Mieczysława Seydenmana (ur. 1897), inżyniera dróg i mostów.
Dorota Berlinerblau ukończyła na pensji w Warszawie 6 klas. Studiowała w krakowskiej ASP (1920–1927) u Wojciecha Weissa, Józefa Pankiewicza i Felicjana Szczęsnego Kowarskiego. Podczas pobytu w Paryżu w 1925 r. przystąpiła do Komitetu Paryskiego. Należała do kapistów, którzy najwierniej stosowali program swojego ugrupowania oraz pozostawali pod silnym wpływem koloryzmu francuskiego. Malowała przede wszystkim pejzaże i martwe natury kolorystyczne, o bardzo intensywnych barwach, niekiedy bliskie pointylizmu.
Od 1933 r. była skarbnikiem Związku Zawodowego Polskich Artystów Plastyków.
Była przyjaciółką Hanny Rudzkiej-Cybisowej (żony Jana Cybisa) z okresu studiów u Pankiewicza. W czasie II wojny Hanna Rudzka–Cybisowa, która pomagała prześladowanym, pod przybranym nazwiskiem Trzaskowskiej ukrywała Dorotę Seydenmanową. Na skutek denuncjacji, Dorota Seydenman nie chcąc ryzykować życia Rudzkiej-Cybisowej wyjechała do kuzynki do Rabki, tam jednak została wydana i mimo aryjskiej urody i dobrych dokumentów osadzona w więzieniu w Nowym Sączu. Zginęła około Nowego Roku. Na aukcjach jej obrazy pojawiają się niezwykle rzadko i osiągają ceny do 10 000 zł

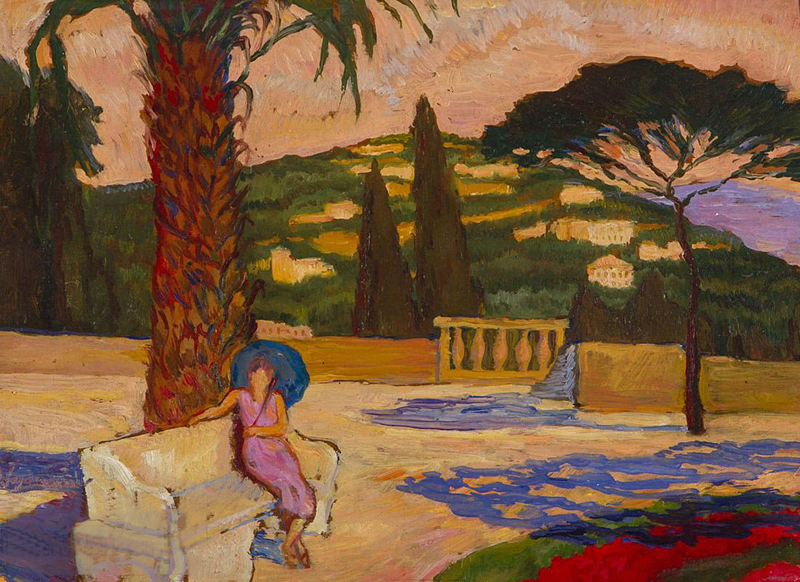
W południowym ogrodzie